# José Pacheco Soares

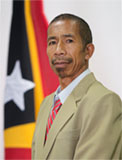
José Pacheco Soares

José Pacheco Soares (* 6. Oktober 1970 in Hoholau, Aileu, Portugiesisch-Timor) ist ein Politiker aus Osttimor. Er ist Mitglied der Partei FRETILIN.

## Werdegang
Soares war ein führendes Mitglied im osttimoresischen Widerstand gegen die indonesische Besatzung (1975–1999). Später studierte er Pädagogik und wurde Schuldirektor.
Bei den Parlamentswahlen in Osttimor 2017 kandidierte Soares chancenlos auf Platz 37 der FRETILIN-Liste. Bei den vorgezogenen Wahl am 12. Mai 2018 gelang ihm der Einzug in das Nationalparlament auf Platz 8. Soares wurde Mitglied der parlamentarischen Kommission für konstitutionelle Fragen und Justiz (Kommission A) und nach deren Umstrukturierung am 16. Juni 2020 Sekretär der Kommission für konstitutionelle Fragen und Justiz (Kommission A).
Bei den Parlamentswahlen 2023 trat Soares nicht an.